# Herb Debalcewa

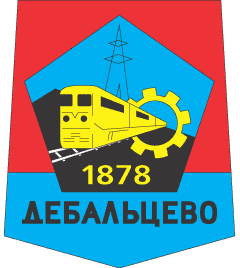
Herb z czasów ZSRR

Herb Debalcewa – symbol miasta Debalcewo zatwierdzony uchwałą Rady Miasta nr 25/17 z 25 lutego 1998 roku.